# 池間琉杏
池間 琉杏（いけま るあん・Ikema Ruan、2004年3月16日 - ）は日本の女性アイドル。KISS Entertainment所属、女性アイドルグループKISS GIRL'Sの元メンバー、アジアン女性アイドルグループGen1esのメンバー。2024年、WeTVのサバイバルオーディション番組『CHUANG ASIA』に参加し、同番組で初の非中国籍のテーマソング・センター歌手になり、最後に第二位の成績でデビューした。日本選手が海外のオーディション番組で達成した最高位に並んでいる。

## 来歴
福岡県福岡市生まれ、沖縄県出身。両親は沖縄県石垣島出身。四歳の頃、石垣島に戻り、小学校四年生の時に那覇に引っ越した。父親は沖縄伝統楽器の三線（さんしん）の演奏が得意で、琉杏も三線に興味を持つようになった。一番好きな運動はバレーボール、小学校二年生の頃からバレーボールの練習を始め、七年間続けた。学校のチームメンバーとして那覇地区第三位、沖縄県第八位の成績を収めた。2021年、KISS Entertainmentのオーディションに合格し、東京に引っ越して本格的に練習生としての活動を始めた。

## 略歴

### 2013年：映画デビュー
幼い頃、面接を通じて、田中圭と佐々木希が主演する映画『サンゴレンジャー
』に子役出演。映画は2013年に上映し、石垣島でサンゴ礁を守る物語を描いた。琉杏さんは映画に少女ハルカ役で出演していた。

### 2021年：『Girls Planet 999』
2021年、韓国で開催されたガールズグループのオーディション番組『Girls Planet 999』に参加し、公式紹介は7月19日に公開された。第一ラウンドの脱落審査で、琉杏はメンターからのプラネットパス（直通カード）を獲得し、次のラウンドに進んだ。しかし、11話の第三ラウンドで脱落し、最終的にJグループで5位にランクインし、決勝に進むことができなかった。

### 2024年：『CHUANG ASIA』
2023年末、テンセントビデオWeTVの海外オーディション番組『CHUANG ASIA』(創造営アジア)に参加。Icon Siamの年越しイベントで、番組のテーマソング『Summer Dream』のセンターとして初登場し、同番組シリーズテーマソングの初の非中国籍センター歌手になった。決勝戦第二位の成績でデビューした。『CHUANG』シリーズの歴史で二番目にデビューしたテーマソングのセンターとなった。また、2024年現在、ガールズグループオーディションシリーズ『CHUANG』で外国籍選手が取った最高の順位であり、宮脇咲良が『PRODUCE 48』で、宇野赞多が『CHUANG 2021』で達成した日本選手の海外オーディションでの最高成績に並んでいる。

## 人物
- 好きな色は青色と紫色。
- 趣味は眠ることとアクセサリー制作。
- 中学校三年生の時、学校代表として沖縄県中学生陸上競技大会に出場した。女子800メートル予選で取った成績は2:53.50[5]。
- 友人に誘われてKISSentのオーディション選考に参加し、面接に合格した。『Girls Planet 999』の面接に参加する資格を獲得した。
- 999に参加する前に、KPOPに触れたことがなく、普段は主にSPEED、安室奈美恵など沖縄出身芸能人の曲を聴いている。
- 憧れていて、アイドルとしての手本にしているのはLE SSERAFIMの宮脇咲良で、ほかに好きな芸能人はTWICEの湊崎紗夏と今井美桜。[6]。
- ME:Iのメンバー櫻井美羽と同様にGirls Planet 999に参加し、二人ともその後のオーディション番組でテーマソングのセンターを務めたことがあるため、話題になっている。